# Melat Yisak Kejeta
Melat Yisak Kejeta (Ach’eber Bota, Etiopía, 27 de septiembre de 1992) es una deportista de Alemania que compite en atletismo.
Ganó una medalla de plata en el Campeonato Mundial de Media Maratón de 2020. Participó en los Juegos Olímpicos de Tokio 2020, ocupando el sexto lugar en la maratón.